# Drosera gibsonii

Verbreitung von Drosera gibsonii in Australien

Drosera gibsonii ist eine fleischfressende Pflanzenart aus der Gattung Sonnentau. Sie gehört zu den Zwergsonnentauen und wurde im November 2007 erstbeschrieben.

## Beschreibung
Drosera gibsonii ist eine ausdauernde, krautige Pflanze mit feinem, faserförmigen Wurzelwerk. Die rosettenförmig wachsende Art erreicht einen Durchmesser von bis zu 1,25 Zentimeter und eine Höhe von bis zu 4 Zentimeter. Die Sprossachse ist bedeckt mit welken Blättern der Vorsaison, nur an der Spitze stehen sechs bis zwölf lebende Blätter. Die Blattspreiten sind schmal elliptisch, bis zu 3 Millimeter lang und 1,5 Millimeter breit, die Blattstiele sind bis zu 5 Millimeter lang und erreichen am Ansatz eine Breite von 0,75 Millimetern, am äußersten Punkt 0,5 Millimeter.
Die aus Nebenblättern gebildete, mit Härchen besetzte Knospe ist bis zu 7 Millimeter lang und hat einen Durchmesser von 5 Millimetern. Die Nebenblätter sind dreilappig, bis zu 6,5 Millimeter lang und 3 Millimeter breit, der Mittellappen ist in 4 Abschnitte geteilt. Die im Zentrum gebildeten Brutschuppen sind 1,5 Millimeter lang, 1,2 Millimeter breit und 0,75 Millimeter dick.
Der Blütenstängel ist bis zu 3 Zentimeter lang und besetzt mit winzigen, kurzgestielten Drüsen. Der Blütenstand ist ein Wickel aus sieben bis zwölf Blüten an ebenfalls mit kurzgestielten Drüsen besetzten und rund 1,5 Millimeter langen Blütenstielen. Die 2,5 Millimeter langen und 1,5 Millimeter breiten Kelchblätter sind besetzt mit kurzgestielten Drüsen, eiförmig, gezähnt und an der Spitze wie abgebrochen. Die eiförmigen, an der Spitze leicht sich verjüngenden Kronblätter sind rosa bis violett, 8 Millimeter lang und 5 Millimeter breit. Die Früchte stehen aufrecht.
Der Fruchtknoten ist kugelförmig mit 1 Millimeter Durchmesser. Die drei Griffel sind violett und bis zu 3,5 Millimeter lang, die keulenförmige Narbe ist weiß durchscheinend. Die fünf Staubblätter sind rosa bis violett, 5 Millimeter lang, Staubbeutel und Pollen sind gelb. Blütezeit ist November bis Dezember.

## Verbreitung, Habitat und Status
Von Drosera gibsonii ist nur eine einzige Population im Stirling-Range-Nationalpark im Südwesten Western Australias bekannt; ihr genauer Ort wird aus konservatorischen Gründen geheim gehalten. Sie gedeiht dort auf Lateritböden zwischen Allocasuarina in offenem Heideland  auf einem Hügel in 400 m Höhe.
Die Art ist in Western Australia aktuell als Priority Two eingestuft, eine Stufe für Taxa, die zwar wenig bekannt und sehr selten sind, bei denen aber von einer aktuellen Gefährdung nicht ausgegangen wird.

## Systematik
Exemplare von Drosera gibsonii wurden bereits 1991 und 1994 gesammelt, erst Phill Mann aber erkannte nach einer eigenen Sammlung 2006 ihren Rang als eigenständige Art. 2007 veröffentlichte er die Erstbeschreibung; mit dem Artepitheton ehrte er Robert Gibson, einen Spezialisten für die Gattung Sonnentau.
Drosera gibsonii ist ein Zwergsonnentau und gehört als solcher zur Sektion Bryastrum in der Untergattung Drosera. Die ihr morphologisch am nächsten stehende Art ist Drosera silvicola.